# Nicky Mason
Nicky Mason (* um 1965) ist ein englischer Tischtennis-Nationalspieler. Seine größten Erfolge erzielte er in den 1980er und 1990er Jahren.

## Werdegang
Seinen ersten internationalen Erfolg erzielte Nicky Mason 1983, als er in Mailand zusammen mit Carl Prean Jugendeuropameister im Doppel wurde. Bei den Nationalen Englischen Meisterschaften gewann er im Zeitraum 1987 bis 1994 im Doppel mit Sky Andrew sechs Titel (1987, 1988, 1989, 1991, 1993, 1994). Bei der Europameisterschaft 1988 gehörte er zum Aufgebot englischen Mannschaft, die Silber gewann. Allerdings wurde er hier nicht eingesetzt, lediglich in den Individualwettbewerben war er aktiv. Mit dem schwedischen Verein Falkenbergs BTK siegte er 1990/91 im ETTU Cup.